# Radio Galaxy
Radio Galaxy este o stație regională de radio privată, cu sediul central în Drobeta Turnu Severin, România.
Postul de radio este proprietatea fraților Eugen Nicolicea și Liviu Nicolicea.
A emis pentru prima dată la 15 decembrie 1993, pe frecvență de 100,5 MHz.
În octombrie 2008, rețeaua Radio Galaxy era prezentă în 21 de orașe. Împreună cu Radio Galaxy, are și un post de televiziune, numit TV GALAXY. Din vara lui 2023, frecvența din Caransebeș s-a mutat de la 99.1 FM la 98.6 FM.

## Frecvențe
| Oraș                   | Frecvență |
| ---------------------- | --------- |
| Alexandria             | 100.3 FM  |
| Caransebeș             | 98.6 FM   |
| Câmpulung              | 87.7 FM   |
| Craiova                | 95.5 FM   |
| Deva                   | 95.5 FM   |
| Drobeta-Turnu Severin  | 100.5 FM  |
| Lupeni                 | 94.6 FM   |
| Novaci                 | 90.1 FM   |
| Oltenița               | 94.0 FM   |
| Orșova                 | 107.3 FM  |
| Râmnicu Vâlcea (Cozia) | 96.4 FM   |
| Reșița                 | 100.3 FM  |
| Slatina                | 90.3 FM   |
| Turnu Măgurele         | 97.2 FM   |